# 都心直結線
都心直結線（としんちょっけつせん）は、京成押上線・都営地下鉄浅草線の押上駅から東京駅（通称「新東京駅」）を経由して京急本線・都営地下鉄浅草線の泉岳寺駅とを結ぶ計画の鉄道路線である。都営地下鉄浅草線に並行し、同線のバイパスとしての役割を果たすため、「浅草線短絡新線」とも呼ばれていた。
本項では前身の計画である「都営浅草線東京駅接着」についても扱う。

## 概要
押上駅から泉岳寺駅まで約11kmを大深度地下で結ぶ。途中駅は新東京駅（丸の内仲通り直下）のみとしている。建設費は4000億円超でPFIの活用を見込んでいる。
当路線は、京成電鉄（押上線、京成本線、成田スカイアクセス線）・京浜急行電鉄（京急本線、空港線）と相互直通運転を行い、東京都心 - 成田空港30分台、東京都心 - 羽田空港20分台、成田空港 - 羽田空港50分台で結ぶことを整備目標としており、2009年度に行った調査では、東京駅 - 空港第2ビル駅が約37分、東京駅 - 羽田空港駅（現：羽田空港第1・第2ターミナル駅）が約22分、空港第2ビル駅 - 羽田空港駅は約59分で結ぶとしている。
浅草線、および直通運転を行っている京成押上線や京急本線は朝ラッシュのピーク時には1時間あたり24本を運転しているが、運転本数が24本のまま浅草線と都心直結線に振り分けた場合、利便性が向上した都心直結線に他路線からの利用客が転移することによる混雑と、浅草線の運行本数減少による利便性の低下が予想されていることから、信号設備や駅の改良等で1時間当たり28本に増発することを前提として、都心直結線10本（うち成田空港直通が10本中3本、羽田空港直通が10本中3 - 5本）、浅草線18本を運転することを想定している。

## 沿革

### 都営浅草線東京駅接着
2000年1月、運輸政策審議会の運輸政策審議会答申第18号（第18号答申）において、東京1号線（浅草線）の東京駅接着と浅草橋駅付近の追い抜き線の整備が「目標年次（2015年度）までに整備着手することが適当な路線」（A2）として取り上げられ、1999・2000年度に運輸省・国土交通省が行った都市鉄道調査の対象路線となっている。この時の調査では、成田方は日本橋駅から、羽田方は宝町駅と東銀座駅の中間からそれぞれ分岐して八重洲通り地下に向かうルートで、東京駅の位置はA.八重洲地下街直下、B.大丸東京店直下、C.JR線ホーム直下、D.総武快速線・横須賀線ホーム直下の4ケースが検討されたが、最も建設費の安い八重洲地下街直下で、地下鉄建設補助（無償資金70%）を適用しても40年以内の累積資金収支が黒字にはならないとの調査結果であった。
2001年5月、国土交通省が「首都圏の空港アクセス緊急改善対策」を公表。抜本的空港アクセス改善策として、成田B案ルート（現成田スカイアクセス線）の整備に加えて、東京都心と成田・羽田両空港の直結化を図るため都営浅草線の東京駅接着と追い抜き線の整備について2年を目処に検討することが位置づけられ、同年11月「都営浅草線東京駅接着等の事業化推進に関する検討委員会」が発足した。
2003年5月、「都営浅草線東京駅接着等の事業化推進に関する検討調査結果のとりまとめ」を発表。5つの案（1.八重洲通り案、2.地下街一体再整備案、3.（八重洲地区）再開発一体整備案、4.大深度地下案、5.簡易な接着案（東京駅から日本橋駅まで八重洲通り地下をピープルムーバー等で結ぶ）。1.-3.は東京駅起終点、4.は直通運転）のうち、再開発一体整備案をもっとも有力な案とした。また、浅草橋駅は追い抜き設備を設けることが難しく、蔵前駅を2面3線に改良することが検討された。

### 「都心直結線」への変更
ところが、2007年6月に交通政策審議会航空分科会による答申「今後の空港及び航空保安施設の整備及び運営に関する方策について 答申 〜戦略的新航空政策ビジョン〜」において、「首都圏における両空港（成田と羽田）を一体的に活用していくため、両空港間のアクセス改善等を図りつつ、旅客と貨物の円滑な移動を確保する等、両空港の有機的連携を強化していく必要がある」との文言が盛り込まれたことから、従来の東京駅を起終点とする案は放棄され、新たに両空港間の直通列車が運行可能な案が検討されることになり、2008年11月には「成田・羽田両空港及び都心と両空港間との鉄道アクセス改善に係るワーキンググループ」が設置された。
2009年5月に開かれた第2回首都圏空港（成田・羽田）における国際航空機能拡充プランの具体化方策についての懇談会において検討結果が公表された。検討対象の4案
案1：浅草線の宝町駅と三田駅に追い抜き設備を整備
案2：押上駅 - 泉岳寺駅短絡線整備（新東京駅経由、約11km）
案3：押上駅 - 泉岳寺駅短絡線整備（途中駅なし、約10km）
案4：日暮里駅 - 泉岳寺駅短絡線整備（新東京駅経由、約10km）
のうち、整備目標が達成可能な押上駅 - 泉岳寺駅短絡線（新東京駅経由）が検討ルート案に選定された。新東京駅の位置については、丸の内側（丸ノ内線直下）と八重洲側（八重洲通り直下）との比較ならば丸の内側の方が需要は大きいが、丸の内仲通り直下に駅を設けて、他路線（JR線・丸ノ内線、および日比谷通りを通る千代田線〈二重橋前駅〉・三田線〈大手町駅〉等）との乗換利便性を高める施策を実施することによって、丸ノ内線直下に駅を設けるより需要が大きくなるとした。
2013年度からは国土交通省による予算で当路線に関する調査費が計上されている。また、2013年6月には首相官邸がまとめた「日本再興戦略 -JAPAN is BACK-」にも「既設の鉄道の活用や都心部における大深度地下の利用などによる都心直結線の整備に向けた検討を進める」ことが明記された。
2016年4月の交通政策審議会答申第198号では、当路線は「国際競争力の強化に資する鉄道ネットワークのプロジェクト」として取り上げられている。

### 凍結状態へ
当路線については、政府が積極的な姿勢を示しているのに対して、東京都は消極的であった。2013年9月には、当時の東京都知事であった猪瀬直樹が「東京から成田まで車で1時間で行けるし、電車も速くなっている。成田から羽田を電車で結ぶ必然性はない」「通勤電車じゃないんですよ。採算が合うわけない」と否定的なコメントをしている。
また、東京都から2015年7月に公表された「広域交通ネットワーク計画について≪交通政策審議会答申に向けた検討のまとめ≫」において、JR東日本が計画している羽田空港アクセス線など5路線を「整備について優先的に検討すべき路線」、大田区などが推進する新空港線「蒲蒲線」など14路線を「整備について検討すべき路線」として挙げているのに対し、都心直結線は費用便益比が1.0を下回る、羽田空港アクセス線と当路線を両方整備した場合、両線の収支採算性の確保に課題が生じる、等の理由で「整備について検討すべき路線」から外している。

## 駅の位置
設置駅
- 押上駅 北緯35度42分39秒 東経139度48分46秒 / 北緯35.71075度 東経139.812889度
- 新東京駅 北緯35度40分55秒 東経139度45分49秒 / 北緯35.68190度 東経139.76349度
- 泉岳寺駅 北緯35度38分19秒 東経139度44分24秒 / 北緯35.638694度 東経139.74度

その他の駅
- 日暮里駅 北緯35度43分40秒 東経139度46分15秒 / 北緯35.727778度 東経139.770972度
- 日本橋駅 北緯35度40分57秒 東経139度46分25秒 / 北緯35.682528度 東経139.773694度
- 宝町駅 北緯35度40分32秒 東経139度46分19秒 / 北緯35.675417度 東経139.771861度
- 東銀座駅 北緯35度40分13秒 東経139度46分03秒 / 北緯35.670194度 東経139.767389度
- 三田駅 北緯35度38分49秒 東経139度44分50秒 / 北緯35.646889度 東経139.747222度